# 2003 en arts plastiques
| Années des arts plastiques : 2000 - 2001 - 2002 - 2003 - 2004 - 2005 - 2006    |
| Décennies des arts plastiques : 1970 - 1980 - 1990 - 2000 - 2010 - 2020 - 2030 |

Cette page concerne l'année 2003 en arts plastiques.

## Décès
- 19 janvier : Alfredo Zalce, peintre, sculpteur, graveur et artiste graphique mexicain (° 12 janvier 1908),
- 25 janvier : Arthur Van Hecke, peintre et lithographe français (° 20 mars 1924),
- 27 janvier : Maurice Verdier, peintre et lithographe français (° 2 juin 1919,
- 28 janvier : Jean Gachet, peintre français (° 12 novembre 1920),
- 1er mars : Judith Gutiérrez, peintre équatorienne (° 22 novembre 1927),
- 8 mars : Jacques Lalande, peintre figuratif français (° 14 décembre 1927),
- 19 mars : Ernest Risse, peintre et verrier français (° 22 février 1921),
- 21 mars : Fernando Carcupino, peintre italien (° 23 juillet 1922),
- 28 mars : Mireille Montangerand, peintre française (° 12 mai 1914),
- 31 mars : Eduardo Úrculo, peintre et sculpteur espagnol (° 21 septembre 1938),
- 5 avril : Keizo Morishita, peintre japonais (° 4 avril 1944),
- 9 avril : Jorge Oteiza, sculpteur, écrivain, designer basque espagnol (° 21 octobre 1908),
- 27 avril : Karl Glatt, peintre suisse (° 1er août 1912),
- 13 mai : Jef Friboulet, peintre, sculpteur et lithographe français (° 11 novembre 1919),
- 23 mai : Pierre Brandel, peintre français (° 29 avril 1912),
- 11 juin : Luigi Castiglioni, peintre et affichiste italien (° 20 novembre 1936),
- 16 juin : Enrico Baj, peintre italien (° 31 octobre 1924),
- 26 août : Francis Salles, peintre français (° 12 août 1926),
- 29 août : Vladimir Vasicek, peintre tchécoslovaque puis tchèque (° 29 septembre 1919),
- 31 août : Véra Cardot, peintre, photographe et plasticienne française d'origine hongroise (° 24 juillet 1920),
- 1er septembre : Morog, Jean-Paul Delhumeau, sculpteur, graveur et peintre français (° 3 décembre 1922),
- 2 septembre : Maria Manton, peintre non figurative française (° 4 décembre 1910),
- 13 septembre : Pavel Nesleha, peintre, dessinateur, graveur et photographe tchécoslovaque puis tchèque (° 19 février 1937),
- 22 septembre : Yo Savy, peintre française (° 6 février 1911),
- 23 septembre : Hatem El Mekki, peintre tunisien (° 16 mai 1918),
- 9 octobre : Theo van der Horst, peintre, sculpteur, graphiste et vitrailliste néerlandais (° 18 juillet 1921),
- 27 octobre : Mohamed Kacimi, peintre marocain (° 28 décembre 1942),
- 30 octobre : André Poirson, peintre et sculpteur français (° 27 juin 1920),
- 7 novembre : Joël Dabin, peintre français (° 28 février 1933),
- 5 décembre : Roger Forissier, peintre et graveur français (° 26 juin 1924),
- 30 décembre : Daniel Pommereulle, peintre, sculpteur, cinéaste et poète français (° 15 avril 1937),
- ? :
  - Louis Amalvy, peintre et illustrateur français (° 9 décembre 1918),
  - Renée Carpentier-Wintz, peintre française (° 1913),
  - Rafic Charaf, peintre libanais (° 1932),
  - Jacques Courboulès, peintre français (° 30 mai 1932),
  - Yvonne Cheffer-Delouis, peintre post-impressionniste française (° 12 octobre 1910),
  - Roger Eskenazi, peintre français (° 18 avril 1923),
  - Noël Fillaudeau, peintre et sculpteur français (° 31 mai 1925),
  - Yvette Szczupak-Thomas, écrivaine et peintre française naturalisée israélienne (° 1er juin 1929).